# Mârghia de Jos
Mârghia de Jos – wieś w Rumunii, w okręgu Ardżesz, w gminie Lunca Corbului. W 2011 roku liczyła 286 mieszkańców.